# Patrick Stewart
Sir Patrick Stewart, OBE (født 13. juli 1940 i Mirfield, England) er en  britisk skuespiller.
Stewart er mest kendt for sine optrædener i talrige Shakespeare-teaterforestillinger, sin rolle som kaptajn Jean-Luc Picard i Star Trek og sin medvirken i X-men som Professor X.

## Udvalgt filmografi

### Film
- 1981: Excalibur
- 1984: Dune
- 1986: Lady Jane
- 1991: L.A. Story
- 1993: Robin Hood - helte i underhylere
- 1994: Bøgernes herre
- 1994: Star Trek: Generations
- 1996: Star Trek: First Contact
- 1998: Star Trek: Insurrection
- 1998: Prinsen af Egypten - stemme
- 2000: X-Men
- 2002: Star Trek: Nemesis
- 2003: X-Men 2
- 2006: X-Men: The Last Stand
- 2011: Gnomeo & Julie - stemme
- 2014: X-Men: Days of Future Past
- 2017: Logan

### Tv-serier
- 1987–1994: Star Trek: The Next Generation
- 2005–: American Dad! - stemme
- 2020–: Star Trek: Picard

## Teater
- No Man's Land (Hirst) og Mens vi venter på Godot (Vladimir) (Broadway, 2013-2014)

 Dette afsnit eller denne liste er kun påbegyndt. Hvis du ved mere om emnet, kan du hjælpe Wikipedia ved at tilføje mere.

## Hædersbevisninger
I 2001 blev han udnævnt til Officer of the Order of the British Empire (OBE), og i januar 2010 slået til ridder, og kan derfor bære titlen sir.